# Klaus Taubensee
Klaus Ulrich Taubensee (* 7. April 1936 in Danzig-Langfuhr) ist ein ehemaliger deutscher Einzelhandelskaufmann, Bundesgrenzschutzbeamter, Verwaltungsbeamter und ehrenamtlicher Mitarbeiter in der freien Bonner Kinder- und Jugendhilfe.

## Leben und Wirken

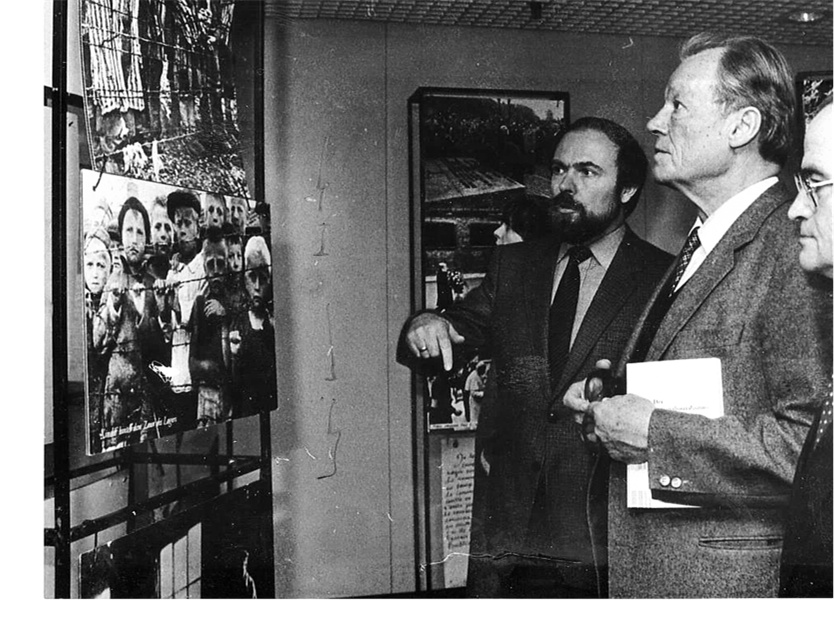
Klaus Taubensee mit Willy Brandt bei der Ausstellung im Bonner Stadthaus 1981

Taubensees Eltern Willy Taubensee und Frida Taubensee geb. Scherbart waren selbständige Kaufleute und führten bis 1945 ein Feinkost- und Kolonialwarengeschäft in Danzig-Langfuhr. Am 20. Juli 1945 erfolgte seine Zwangsaussiedlung durch die Stadtverwaltung Gdansk in die Sowjetische Besatzungszone Deutschlands. Taubensee verbrachte seine Schulzeit in Danzig-Langfuhr und Ahrensburg bei Hamburg. Nach einer Kaufmannslehre von 1951 bis 1954 trat er 1955 in den Bundesgrenzschutz/Passkontrolldienst ein. Ab 1962 machte er eine Verwaltungsausbildung beim Kraftfahrt-Bundesamt (KBA) in Flensburg. Anschließend war er als Registerführer im Verkehrszentralregister des KBA und ab 1967 beim Bundesverkehrsministerium und Bundespräsidialamt in Bonn tätig. 1995 trat er nach 44 Berufsjahren in den Ruhestand.
Taubensee war 30 Jahre verheiratet mit Inge Taubensee geb. Warnemünde (1938–2014) und wohnt seit 2014 in Ratzeburg, Kreis Herzogtum Lauenburg.

## Ehrenamtliches Engagement

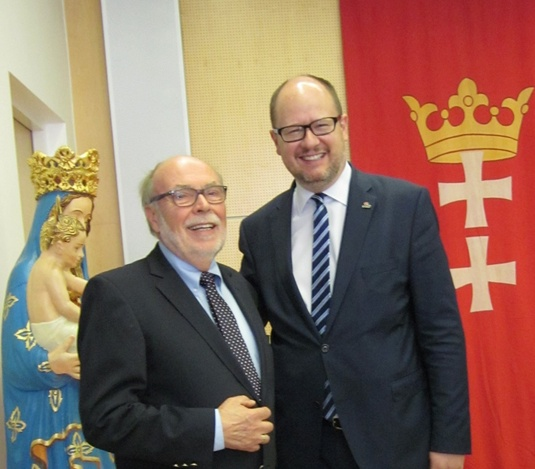
Klaus Taubensee mit Paweł Adamowicz in der Handwerkskammer Lübeck 2016

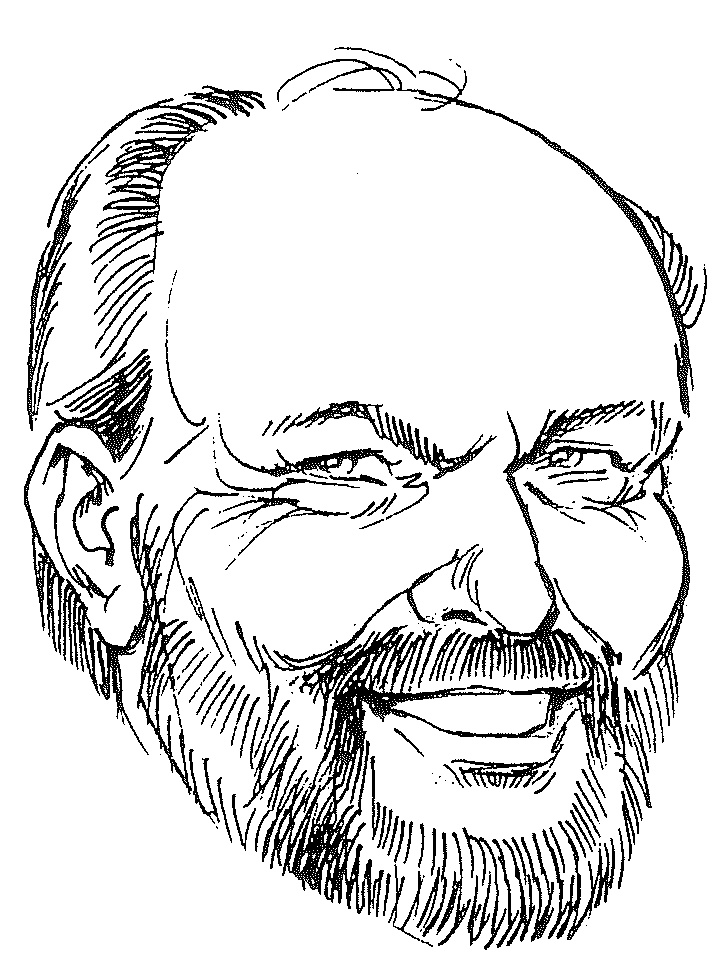
Selbstporträt Klaus Taubensee

Taubensee engagierte sich vielfältig im Rahmen der Bonner Kinder- und Jugendhilfe. Von 1970 bis 1972 war er Geschäftsführer beim Bonner Kinder-Theater-Verein e. V. Im Jahr  1972 rief er als Initiator und Gründungsmitglied das Bonner Studio für Kinder- und Jugendballett e. V. (BSKJ) ins Leben, dessen erster Vorsitzender er von 1972 bis 1994 war. Er unterstützte Projekte für die Bonner Jugend, wie  z. B. die Organisation und Leitung von Jugendfreizeitmaßnahmen sowie Rundflüge mit Sportmaschinen über Bonn und Umgebung in der Reihe „Heimatkunde aus der Vogelperspektive“. Außerdem war er verantwortlich für die Organisation und Leitung von internationalen Jugendbegegnungen in Bonn, Warschau, Moskau und Kaliningrad.
Taubensee initiierte und unterstützte Ballett-Benefizveranstaltungen zu Gunsten zahlreicher Organisationen, wie der Arbeiterwohlfahrt Bonn, dem Kinderkrankenhaus in Warschau, der Kindernothilfe Duisburg, UNICEF und der Deutschen Welthungerhilfe. An diesen Veranstaltungen nahmen zahlreiche bekannte Persönlichkeiten als Gäste teil, wie u. a. Wilhelmine Lübke, Karin Dor, Ruth Niehaus, Barbara Genscher, Norbert Blüm, Willy Millowitsch, Paul Hubschmid, Fritz Eckhardt, Karl Merkatz und Konrad Beikircher.
Taubensee war u. a. Mitglied bei den offiziellen Delegationen des Landschaftsverbandes Westfalen-Lippe und des Jugendamtes der Stadt Bonn sowie bei den internationalen Jugendfachkräftebegegnungen in Polen (1974, 1976, 1979), Russland (1990), Frankreich (1974), Finnland, Estland (1975) und der Türkei (1976). Sein besonderes Anliegen waren die Annäherung, Aussöhnung und Begegnungen mit den Menschen in Polen und Russland. Im August 1996 war er Delegationsleiter des Deutsch-Russischen Jugendfachkräfteseminars „Jugend und Politik“ in Kaliningrad. Außerdem war er in den Jahren 1991 bis 1994 verantwortlich für die Organisation und Leitung des Jugendaustauschs verschiedener Ballettschulen in Bonn, Warschau, Moskau und Kaliningrad.
Taubensee organisierte und betreute die Ausstellungen über das ehemalige KZ Auschwitz unter der Schirmherrschaft von Willy Brandt im Januar 1981 im Bonner Stadthaus und die Ausstellung „Das Tagebuch der Anne Frank“ unter der Schirmherrschaft von Bundesministerin Ursula Lehr im Juni 1989 in der Hauptgeschäftsstelle der Sparkasse Bonn.
Von 1976 bis 1979 war Taubensee Stellvertretender Vorsitzender des Kinder- und Jugendringes Bonn e. V.
Auf seine Initiative wurde der nichtkommerzielle Freundeskreis Bonner Reise Studio (Schirmherr Wilhelm Wieben) für internationale Begegnungen und Freundschaften ins Leben gerufen. Taubensee war auch für die Organisation und Leitung der internationalen Erlebnis- und Bildungsreisen von 1975 bis 2019 verantwortlich. Hier fanden 52 Reisen mit insgesamt 1989 Teilnehmern statt.

## Auszeichnungen
- 1986: Bundesverdienstmedaille
- 1992: Bundesverdienstkreuz

## Veröffentlichungen (Auswahl)
- Betrachtungen zum Zweiten Gesetz zur Sicherung des Straßenverkehrs, in der Zeitschrift „Die Polizei im Lande Schleswig-Holstein“, Juni/Juli 1965, Nr. 6/7, Seite 5
- Echo einer Fernsehdiskussion in der Bundesrepublik Deutschland, in: Polnische Zeitung „Glos Wybrzeza“, Gdansk, 14./15. Oktober 1972, Nr. 245 (7652), Seite 2
- Ballett und Jugendpflege. Ein Modellversuch in Bonn, in der Zeitschrift „Ballett-Journal“ 6. Jahrgang, II/1980, ISSN 0174-0636, Seite 52
- Tourismus. Wie ein Spiel, in der Broschüre „Die Guszette“ Stiftung Haus der Behinderten in Bonn, Ausgabe 4/06, Oktober 2006, Seite 31
- Danziger Impressionen (Ereignisse-Erlebnisse–Erinnerungen), Broschüre, 84 Seiten, 2008, Neuauflage 2019